# Alexei Wassiljewitsch Sarana
Alexei Wassiljewitsch Sarana (russisch Алексей Васильевич Сарана́, wiss. Transliteration Aleksej Vasil‘evič Sarana; * 26. Januar 2000 in Moskau) ist ein russischer Schachspieler, der für den serbischen Schachverband spielberechtigt ist.

## Leben
Sarana erlernte die Schachregeln als Fünfjähriger. Als Siebenjähriger hatte er in seiner Heimatstadt Moskau erste Erfolge in Jugendturnieren auf Bezirksebene. Im Jahre 2008 wurde er russischer Jugendmeister U8 und gehörte anschließend über seine gesamte Jugendzeit zu den führenden Jugendlichen Russlands. Er nahm an zahlreichen Welt- und Europameisterschaften für Jugendliche teil. Seine ersten Trainer waren Sergei Smirnow und Wladimir Below.
Seit 2018 studiert Sarana an der Staatlichen Akademie für Geologie und Bergbau des Uralgebiets (UGGU) in Jekaterinburg.

## Schachkarriere
Sarana wurde im Jahr 2017 der Großmeistertitel verliehen. Die Normen hierfür errang er in Minsk 2014, beim Aeroflot Open 2015 in Moskau und beim Michail-Tschigorin-Memorial in Sankt Petersburg 2016.
Im Januar 2018 siegte Sarana im Dworkowitsch-Memorial in Taganrog. Im Juli 2018 gewann er in Jaroslawl das Qualifikationsturnier zur Russischen Meisterschaft, die „Höchste Liga“, vor Grigori Oparin und Ernesto Inarkiew; im August 2018 gewann er vor Wladislaw Artemjew den „Eurasien-Pokal“ in Jekaterinburg. In diesem Jahr wurde er erstmals in die russische Nationalmannschaft berufen und erspielte Ende Mai beim Wettkampf China-Russland in Qinhuangdao 4 Punkte aus sechs Partien. Bei seinem ersten Finale der Russischen Meisterschaft in Satka im September 2018 kam Sarana auf 5 Punkte aus elf Partien und teilte mit Daniil Dubow Platz acht.
Im Juli 2019 qualifizierte sich Sarana erneut für das Finale der Russischen Meisterschaft. Er teilte in der erneut in Jaroslawl ausgetragenen „Höchsten Liga“ mit Alexander Predke Platz eins (beide erreichten 6½ Punkte aus neun Partien; nach Wertung wurde Sarana Zweiter).
Bei der Schach-Europameisterschaft 2021 wurde Sarana Dritter.
Aus Protest gegen den russischen Angriffskrieg gegen die Ukraine legte Sarana im Mai 2022 seine russische Verbandsmitgliedschaft nieder und spielte zeitweise unter der Flagge der FIDE. Im März 2023 gewann er die Schach-Europameisterschaft 2023. Einen Monat später wechselte er zum serbischen Schachverband.
Vereinsschach spielt er für den SK Sima-Land Oblast Swerdlowsk sowie seit 2019 für die Schachfreunde Berlin.